# 正絃社合奏団
正絃社合奏団（せいげんしゃがっそうだん）は、箏・三弦の合奏を行う団体である。生田流。主宰は箏演奏家の野村祐子（のむら　ゆうこ）。類似の邦楽演奏団体として宮城道雄合奏団・正派合奏団・創明合奏団などがある。

## 略歴
- 1986年8月31日　名古屋にて結成。
- 1987年5月10日　第1回演奏会（名古屋芸創センター）「五段砧」「二面の箏と十七絃のための三つのエスキス」「炎の舞」「春の歳時記」「編曲長唄老松（新曲初演）」
- 1988年6月11日　連続移動コンサート1（豊川市文化会館）「深山の春」「千鳥の曲」「鴻よ」「波の詩(新作初演）」「流離の詩」「古城の旅人」「クラッシック名曲集」1
- 1988年6月18日　連続移動コンサート2（飛騨金山町民会館）
- 1988年6月19日　連続移動コンサート3（高山グリーンホテル）
- 1988年6月26日　連続移動コンサート4（益田　萩原町民会館）
- 1989年5月13日　第6回正絃社合奏団コンサート　（電気文化会館コンサートホール）　　愛知県教育委員会　名古屋市教育委員会　中日新聞　東海テレビ放送　東海テレビ福祉文化事業団　箏曲正絃社「斬月」「鯱の城」「波の詩」「ねぶた幻想(新作初演。後に津軽幻想に改題）」「クラシック名曲集」「ビートルズナンバー」
- 1989年6月　都山流尺八峰山会演奏会に賛助出演
- 1989年7月16日　創作舞踊　乱舞座公演　「頓証菩提　－平家物語の世界敦盛」　(名古屋市政100周年記念世界デザイン博覧会協賛事業　名古屋市民会館自主企画ー第179回市民の劇場）　主催名古屋市民会館　テレビ愛知　乱舞座　構成演出　花柳昌生　に出演
- 1989年7月23日　ミニコンサート（世界デザイン博覧会名城会場）
- 1989年8月12日　ミニコンサート（世界デザイン博覧会名城会場）「クラシック」　「ビートルズ」
- 1989年9月17日　ミニコンサート（世界デザイン博覧会名城会場）「七夕の宵」　「こきりこの里」「津軽幻想」
- 1989年10月14日　ミニコンサート（世界デザイン博覧会名城会場）「さくら三重奏」「箱根八里変奏曲」「まりと殿様」
- 1989年11月11日　ミニコンサート（世界デザイン博覧会名城会場）「美吉野」「夏草の賦」「鯱の城」「八重垣」
- 1990年5月　民謡川崎滝千奈会に出演、
- 1990年6月　名古屋テレビ「一芸一話」に出演
- 1990年6月17日　第12回正絃社合奏団コンサート　（飯田市公民館）（古厩敦と春淵会と共催）　後援　飯田市教育委員会　飯田三曲協会　信濃毎日新聞社　南信州新聞社　信州日報新聞社　　特別出演　郁暁光　花柳寿三　賛助出演　野村峰山　鷲津紀子　土井澄子　照明　三光「残月」「編曲長唄老松」「楊柳の曲」「ポピュラー曲集」「楓の花」「たまゆら」「桜三題」
- 1990年7月6日　第13回コンサート　（電気文化会館コンサートホール）　後援　愛知県教育委員会　名古屋市教育委員会　中日新聞　東海テレビ放送　東海テレビ福祉文化事業団　箏曲正絃社　賛助出演　野村峰山　「桜三題」「流れ」「ポピュラーメドレー」「楓の花」　「瀬音」「夏の歳時記(委嘱作品　新作初演）」
- 1990年9月　文化庁芸術祭滋賀公演出演
- 1991年6月　都山流尺八峰山会演奏会に賛助出演
- 1991年11月9日　第14回コンサート（電気文化会館コンサートホール）「水をテーマとして」(名古屋市民芸術祭91参加）　賛助出演　下垣真希　野村峰山　永谷繁山　橋本繁山後援　　愛知県教育委員会　名古屋市教育委員会　中日新聞社　名古屋三曲連盟　箏曲正絃社「大河」「桜川」「みなかみ詩情」「熱田津」「霧立たば（新作初演）」「弁財天めぐり」
- 1992年6月21日　野村峰山・祐子　合奏団ジョイントコンサート　（飯田市公民館）　正絃社、古厩敦と春淵会と共催　後援　飯田市教育委員会　飯田三曲協会　信濃毎日新聞社　南信州新聞社　信州日報新聞社　　賛助出演　飯田三曲協会　谷口央山　正絃社教授会　杉浦龍峰　橋本繁山「北の古都」「河童百態」「五段砧」葡萄の樹のかげ」「花かげ変奏曲」「鶴林」「逝く春」「編曲長唄越後獅子」
- 1992年飛騨金山町　弁天様のおむすびコンサートに出演
- 1992年10月17日　第16回コンサート　名古屋市芸術祭参加（今池ガスホール）日本のふるさと　賛助出演　下垣真希　野村峰山　永谷繁山　橋本繁山　　石津なをみ　後援　　愛知県教育委員会　名古屋市教育委員会　中日新聞社　名古屋三曲連盟　箏曲正絃社「北の古都」「飛騨によせる三つのバラード」「葡萄の樹のかげ」「五段砧」「編曲長唄越後獅子」
- 1993年1月23日　ひふみ箏コンサート「蒼生第一番」「二つの個性」「さくら三重奏」「箏四重奏曲」「箏十七絃五重奏曲」「六段」「双調七章」
- 1993年4月8日　花祭りことコンサート　「美吉野」「花二題」「花舞」「花と少女」「白い花に寄せて」「乙女椿」「春景八章」「吉野静」
- 1993年11月13日　第17回コンサート(愛知県文化振興基金事業）　電気文化会館コンサートホール　「中国を訪ねて」後援　　愛知県教育委員会　名古屋市教育委員会　愛知芸術文化協会（ＡＮＥＴ）中日新聞社　箏曲正絃社賛助出演　郁暁光（コウショウコウ）　田嶋直士　小林満　牛島正隆　「長城の賦」「楊柳の曲」　「曠野にて」「岳陽楼に登りて」「胡笳の歌」「五丈原」
- 1994年４月　正絃社春の公演に出演
- 1994年6月　強化合宿(三河ハイツ）
- 1994年7月　都山流尺八峰山会演奏会に賛助出演
- 1994年10月　野村祐子箏リサイタルに賛助出演
- 1995年2月26日　第２０回コンサート「ー阿由知を訪ねて」(名古屋市南文化小劇場）名古屋市地域文化振興事業　文化小劇場参加公演　愛知県文化振興基金事業　ゲスト　藤井大史　「水族館の一日」「船泊て」「鯱の城」「千鳥の曲」「阿由知之詠」
- 1995年5月　岐阜正絃社定期公演に賛助出演
- 1995年6月　都山流尺八峰山会演奏会に賛助出演、　加藤友康によるボイストレーニング
- 1995年7月30日　藤井凡大一周忌追善演奏会　（新宿文化センター大ホール）主催　藤井大史　「阿由知之詠」に出演
- 1995年10月29日　第12回大西汎山・尾張葵会秋のしらべ　（春日井市民会館）　後援　春日井市教育委員会　春日井市文化協会　中日新聞社　に賛助出演「水族館の一日」
- 1996年２月　名古屋三曲連盟演奏会に出演
- 1996年6月　都山流尺八峰山会演奏会に賛助出演、
- 1996年11月9日　正絃社合奏団10周年記念箏コンサート「ー秋の夕べー箏の音とともに」（今池ガスビルホール）後援　愛知県　愛知県教育委員会　名古屋市　名古屋市教育委員会　愛知芸術文化協会（ＡＮＥＴ）　箏曲正絃社　賛助出演　芦垣美穂　野村峰山「箏と十七絃による三重奏曲」「かぐや姫の手事」「嵯峨の秋」「落葉の踊り」「秋の賛歌」照明　堀江隆之　舞台監督　尾関雄三　運営協力　株式会社製作舎　曲間の導入劇　作構成演出　藤田康雄　録音編集効果音　白浜洋介　声の出演　内田藍子　あまぐりゆみこ　紀ノ国悦子　清水清隆　鏡京子
- 1998年6月21日　第10回野村峰山・祐子ジョイント・コンサート（飯田市公民館）　古厩敦と春淵甲斐主催　後援　飯田市教育委員会　飯田三曲協会　信濃毎日新聞社　南信州新聞社　信州日報新聞社　「みだれ」「飛騨の里」「さくら三重奏」「平城山超えて」「たまゆら」「一越」「葡萄の樹のかげ」
- 1998年：第22回コンサート（青少年文化センターアートピアホール）「箏の古典と現代」　後援　愛知県　愛知県教育委員会　名古屋市　名古屋市教育委員会　愛知芸術文化協会（ＡＮＥＴ）　箏曲正絃社「みだれ」「カプリッチオ」「故郷のうた」「日本のうた」「みんなのうた」
- 1999年7月3日　第16回野のゆりコーラスチャリティーコンサート箏と合唱の世界　（西文化小劇場）後援日本キリスト教団枇杷島協会　に出演「葡萄の樹のかげ」
- 1999年　第23回コンサート（青少年文化センターアートピアホール）「箏の古典と現代」後援　愛知県　愛知県教育委員会　名古屋市　名古屋市教育委員会　愛知芸術文化協会（ＡＮＥＴ）　箏曲正絃社　照明　堀江隆之　舞台監督　尾関雄三　運営協力　株式会社製作舎「ＨＩＴＯ・ＴＯＳＥ～春夏秋冬～」「夕顔」「箏四重奏曲」「こきりこの里」「クラッシックの名曲ヨリ」「ビートルズナンバー」「ディズニーメドレー」
- 2000年　第24回コンサート「アンサンブルの魅力を求めて」（青少年文化センターアートピアホール）後援　愛知県教育委員会　名古屋市教育委員会　愛知芸術文化協会（ＡＮＥＴ）　箏曲正絃社　舞台監督　尾関雄三　運営協力　株式会社製作舎「箏と十七絃による三重奏曲」「箏四重奏曲」「春の海幻想」「花二題」「美吉野」
- 2002年11月30日　あわてんぼうのサンタクロース　名古屋市守山文化小劇場　後援　愛知県　愛知県教育委員会　名古屋市　名古屋市教育委員会　愛知芸術文化協会（ＡＮＥＴ）　箏曲正絃社「日本の四季」「三つのアラベスク」「Ｃａｎｙｏｎ　Ｖｉｅｗ」「兎と亀」「クリスマスソングメドレー」
- 2016年10月2日　正絃社合奏団30周年コンサート　ジャズダンスと共演　芸術創造センター　「華舞歳々」「近江羽衣抄」
- 2020年10月　俳句de宗次クラシック　秋を彩る筝の音色（宗次ホール）

## 特徴
- 箏曲演奏家を目指す正絃社会員を中心に、主に中部地方で幅広い楽曲を箏・十七弦・三弦を用いて合奏し、コンサートを開催している。
- 箏を演奏する人は一般的に家元制度に属し、それぞれの師匠に演奏方法を習う。師匠を飛び越えて、師匠の師匠（親師匠）や、家元に直接演奏方法を習うことは、従来ではトラブルの元とされ、積極的に行われていなかった。野村は、若い演奏者が、高度な演奏方法を学ぶ機会を提供し、従来の家元制度を尊重しつつ、合奏団独自の演奏会を主催することで更に芸を深めたい人のニーズに対応した。

## 団員
- 団員は、NHK邦楽技能者育成会卒業生を中心に、主に助教以上の職格者からなる。
- 1996年11月時点で、団員は40名前後所属しており、野村哲子や野村倫子も在籍していた。